# シュテーガウラハ
シュテーガウラハ (ドイツ語: Stegaurach) はドイツ連邦共和国バイエルン州オーバーフランケン行政管区のバンベルク郡に属す町村（以下、本項では便宜上「町」と記述する）である。

## 地理
シュテーガウラハは、オーバーフランケン西部、バンベルクから約4km西、アウラハ川の渓谷に位置する。

### 自治体の構成
この町は、公式には12の地区 (Ort) からなる。このうち孤立農場などを除く集落を以下に列記する。
- デプリング
- ハルトランデン
- ヘーフェン
- クロイツシュー
- ミューレンドルフ
- ゼーヘーフライン
- シュテーガウラハ
- ウンターアウラハ
- ヴァイツェンドルフ

## 歴史
シュテーガウラハは、バンベルク司教本部領に属した。シュテーガウラハは、大部分が司教本部領あるいはその代官の所領であった。1803年の帝国代表者会議主要決議によりバイエルンに属することになった。

### 人口推移
この地域の人口は、1970年：3,935人、1987年：4,958人、2000年：6,382人であった。

## 行政
首長は、2014年からティーロ・ヴァーグナー (Freie Wähler-Freie Liste) が務めている。

## 引用
1. ↑  https://www.statistikdaten.bayern.de/genesis/online?operation=result&code=12411-003r&leerzeilen=false&language=de Genesis-Online-Datenbank des Bayerischen Landesamtes für Statistik Tabelle 12411-003r Fortschreibung des Bevölkerungsstandes: Gemeinden, Stichtag (Einwohnerzahlen auf Grundlage des Zensus 2011)
2. ↑  Bayerische Landesbibliothek Online